# Bierzwienna Długa

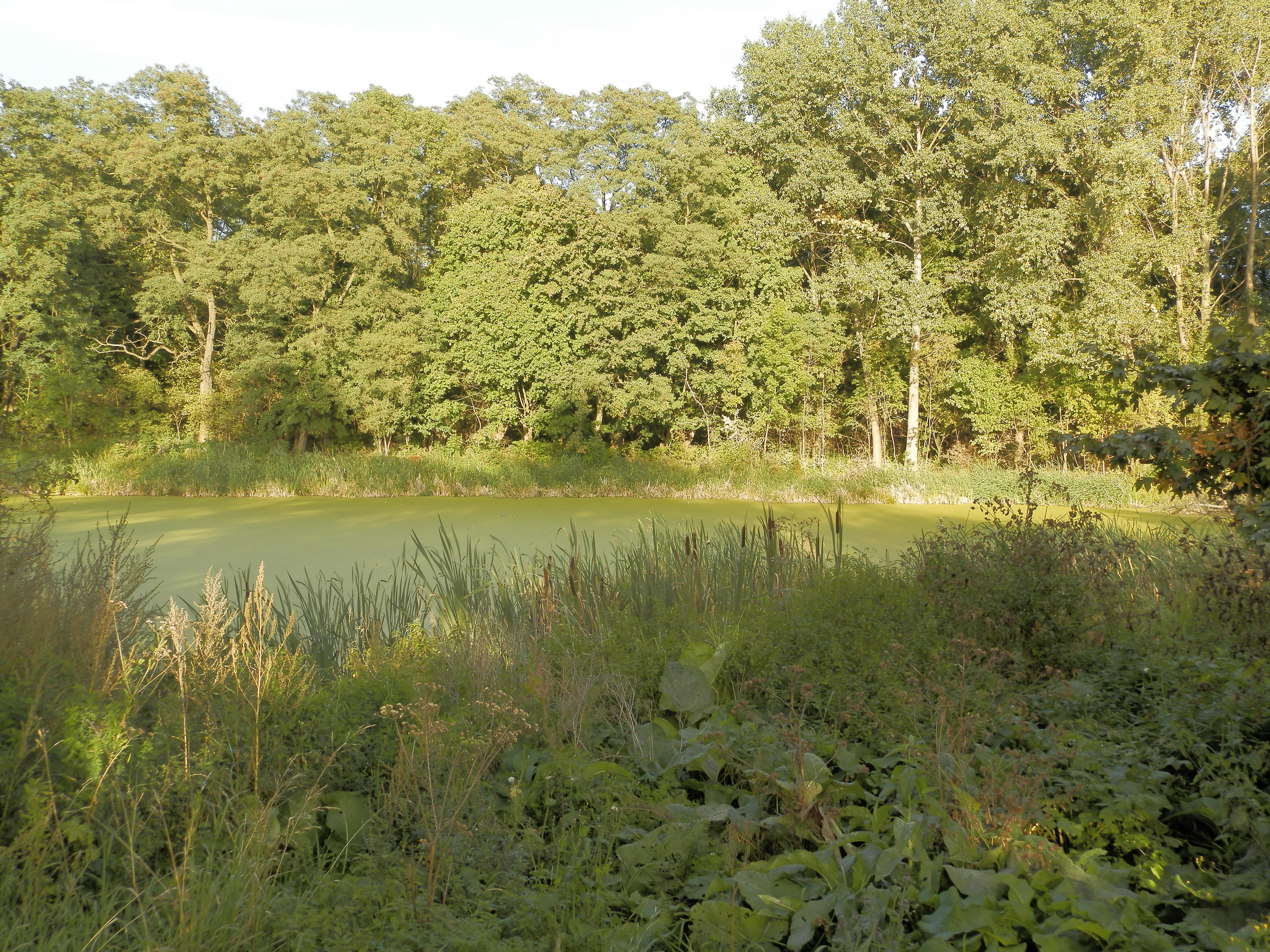
Park przy zespole dworskim

Bierzwienna Długa – wieś w Polsce położona w województwie wielkopolskim, w powiecie kolskim, w gminie Kłodawa.
W latach 1954–1959 wieś należała i była siedzibą władz gromady Bierzwienna Długa, po jej zniesieniu w gromadzie Kłodawa. W latach 1975–1998 miejscowość należała administracyjnie do województwa konińskiego.
Pierwsza wzmianka historyczna o istnieniu wsi pochodzi z 1386 roku.
W miejscowości, 10 lipca 1888 r. urodził się ksiądz Henryk Kaczorowski – rektor Wyższego Seminarium Duchownego we Włocławku, błogosławiony Kościoła katolickiego, męczennik II wojny światowej.
We wsi znajduje się Szkoła Podstawowa im. T. Kutrzeby, Ochotnicza Straż Pożarna, dwa stare sklepy spożywcze oraz otwarty w 2023 roku sklep Dino.
Wieś wraz z wsiami: Bierzwienna Krótka i Bierzwienna Długa-Kolonia są zwyczajowo nazywane przez mieszkańców pobliskich miejscowości Bierzwienna.

## Położenie
Bierzwienna Długa położona jest na trasie wojewódzkiej nr 263 (łączącej Słupcę, Kłodawę i Dąbie) oraz drogach lokalnych do Brdowa i Przedcza. Miejscowość geograficznie leży na Wysoczyźnie Kłodawskiej.

## Kościół
Neoromański kościół Świętego Dominika został wybudowany w 1901 r., dzięki staraniom ks. Walentego Kalickiego. Konsekrowany został 8 września 1904 r. W ołtarzu głównym znajduje się obraz Matki Boskiej z Dzieciątkiem w sukience srebrnej z przełomu XVII i XVIII wieku. Obraz Matki Boskiej z dzieciątkiem zasłonięty jest wizerunkiem św. Dominika. Na każdej mszy obraz Matki Boskiej jest odsłaniany. Drugim starszym zabytkiem jest barokowa chrzcielnica.
Na przykościelnym cmentarzu ustawiony jest empirowy nagrobek Brygidy z Byszewskich i jej syna Izydora Słuckiego, pochodzący z pierwszej połowy XIX wieku. W 2004 r. dzięki staraniom proboszcza i parafian wyłożono nową, granitową posadzkę w prezbiterium oraz odnowiono dzwonnicę. W 2008 r. przeprowadzono renowację organów. W sierpniu 2011 przeprowadzono gruntowny remont dzwonów, rozruch mechaniczny, wymianę serc, założenie gongu wybijającego godziny. Inwestycja była możliwa dzięki hojności parafian i staraniom proboszcza.
Parafia Bierzwienna Długa wielokrotnie zmieniała swoją przynależność administracyjną. Podlegała kolejno: archidiecezji gnieźnieńskiej, archidiecezji warszawskiej i diecezji łódzkiej. Aktualnie administracyjnie należy do dekanatu kłodawskiego (diecezja włocławska).